# Stavrovo
Stavrovo (en rus: Ставрово) és un poble (un possiólok) de l'óblast de Vladímir, a Rússia, segons el cens del 2021 tenia 6.941 habitants. Pertany al districte municipal de Sóbinka.